# 竹越ひろ子
竹越 ひろ子（たけこし ひろこ） 本名：竹越 紘子、（1941年7月19日 -　）は 大阪市出身の日本の歌手である。

## 経歴
1959年（昭和34年)大阪、岸の里音楽院を卒業後、ジャズ歌手として、ナイトクラブや、米軍キャンプ地で歌っていた。
プロレスファンであった所から、力道山に見出され1961年ビクターレコードより、「汽車ポッポのタンゴ」でデビュー。
1965年8月発売の「東京流れ者」が有線放送より流行し始め半年間で30万枚という大ヒット曲となる。

キングレコードで数枚シングル発売後日本コロムビアに移籍。

4度の癌を体験している。

## レコード
- 「天上天下ただひとり」/「札束のブルース」（1966年5月）
- 「夕日と口笛」/「仲間たち」（1966年12月）
- 「東京落葉」/「泣かせるなあ」（1967年1月）
- 「酒に想いを」/「赤い唇」（1967年3月）
- 「片おもい」/「レッツゴー人生」（1967年4月）
- 「ささくれブルース」/「おんな」（1967年6月）
- 「カスバの女」/「おんな一匹の唄」（1967年7月）
- 「ほっこまいの唄」/「酒が泣いている」（1967年9月）
- 「東京の花」/「女の舗道」（1967年11月）
- 「みれんの雨」/「薄情もの」（1968年1月）
- 「はぐれキャラバン」/「なみだ雨」（1968年3月）
- 「夜の花」/「北国のブルース」（1968年5月）
- 「サマーブルー」/「サメに喰われた娘」（1972年）
- 「それが男というものさ」/「女の口笛」(1965年)